# Motore Big-block
Il termine Big-block (letteralmente in italiano "Grande blocco") identifica, sul mercato automobilistico statunitense, i motori V8 che hanno una cilindrata superiore ai 6.600 cm³ (400 in³).
Il più grande motore prodotto è il Chevrolet serie zz632 da 10.348 cm³ (632 in³) prodotto dal 2021. I motori di cilindrata inferiore ai 6.6 litri vengono chiamati small-block, anche se in alcuni casi hanno raggiunto cilindrate più alte rendendo meno secca la divisione tra le due categorie.

## Storia

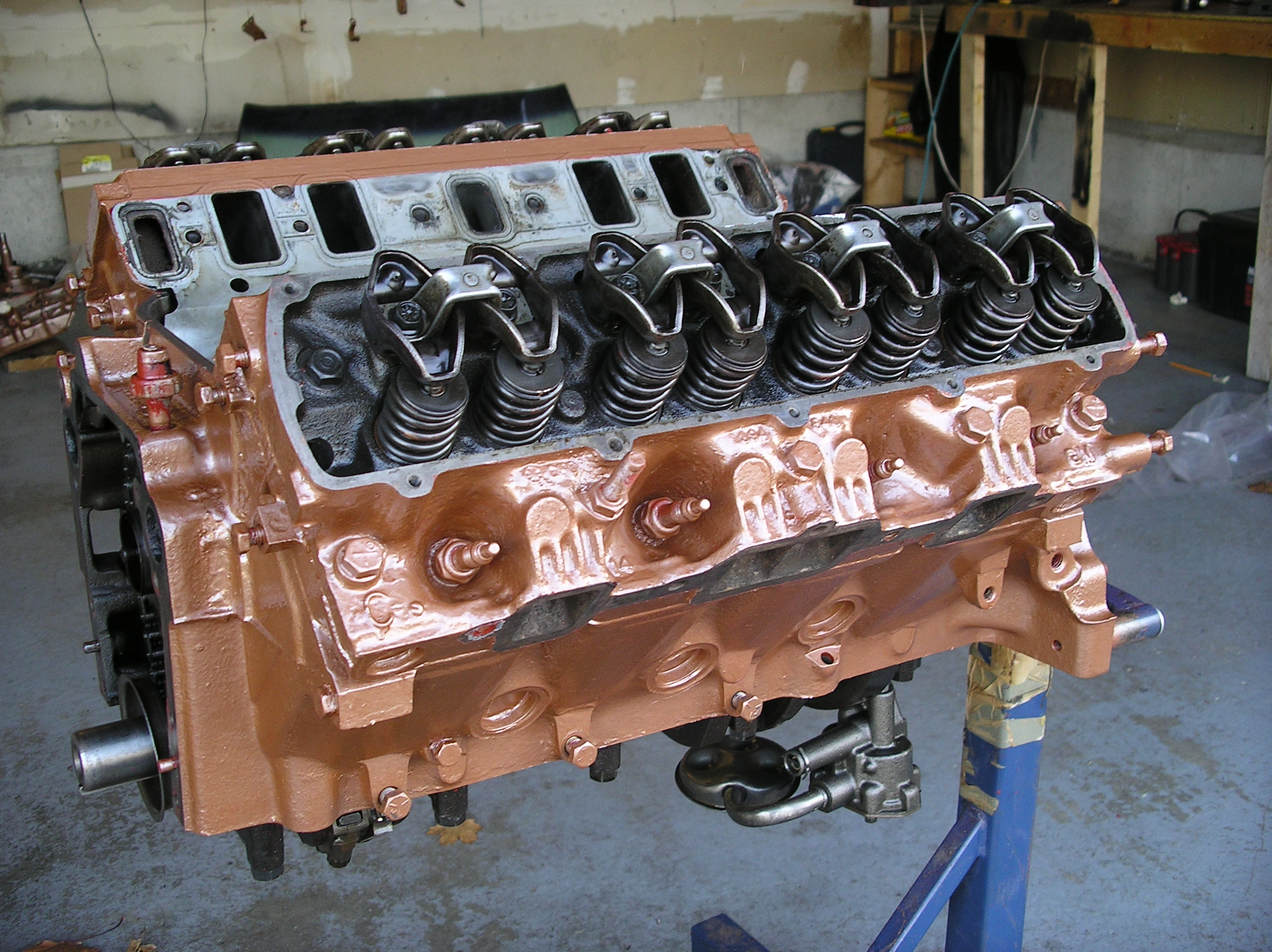
Esempio di un motore "aperto" Big block Oldsmobile da 6,0 litri di cilindrata con 360 CV e 596 Nm di coppia

La necessità di separare i motori in due categorie nacque negli anni sessanta quando le auto di grandi dimensioni, dette full-size, allora prodotte richiedevano dei motori più grandi di quelli utilizzati nelle automobili precedenti. Di solito il termine identifica i motori prodotti dalle tre grandi aziende motoristiche americane: la Ford Motor Company, la Chrysler Corporation e la General Motors, le uniche capaci di mantenere in produzione due linee distinte di motori V8.
Negli anni sessanta, con l'esplosione delle muscle car, dei motori Big-block prestazionali vennero montati su vetture di dimensioni mid-size, ovvero di medie dimensioni per gli standard USA. Alcune versioni derivavano dai motori utilizzati nelle gare mentre altri erano delle versioni modificate di motori montati sulle vetture di lusso.
Dopo la crisi petrolifera del 1973 i giorni dell'impiego dei Big-block sulle autovetture erano contati. Per la fine del decennio erano scomparsi da questo mercato mentre rimangono in uso sui pick-up e su altri veicoli differenti dalle autovetture.

## Descrizione e utilizzo

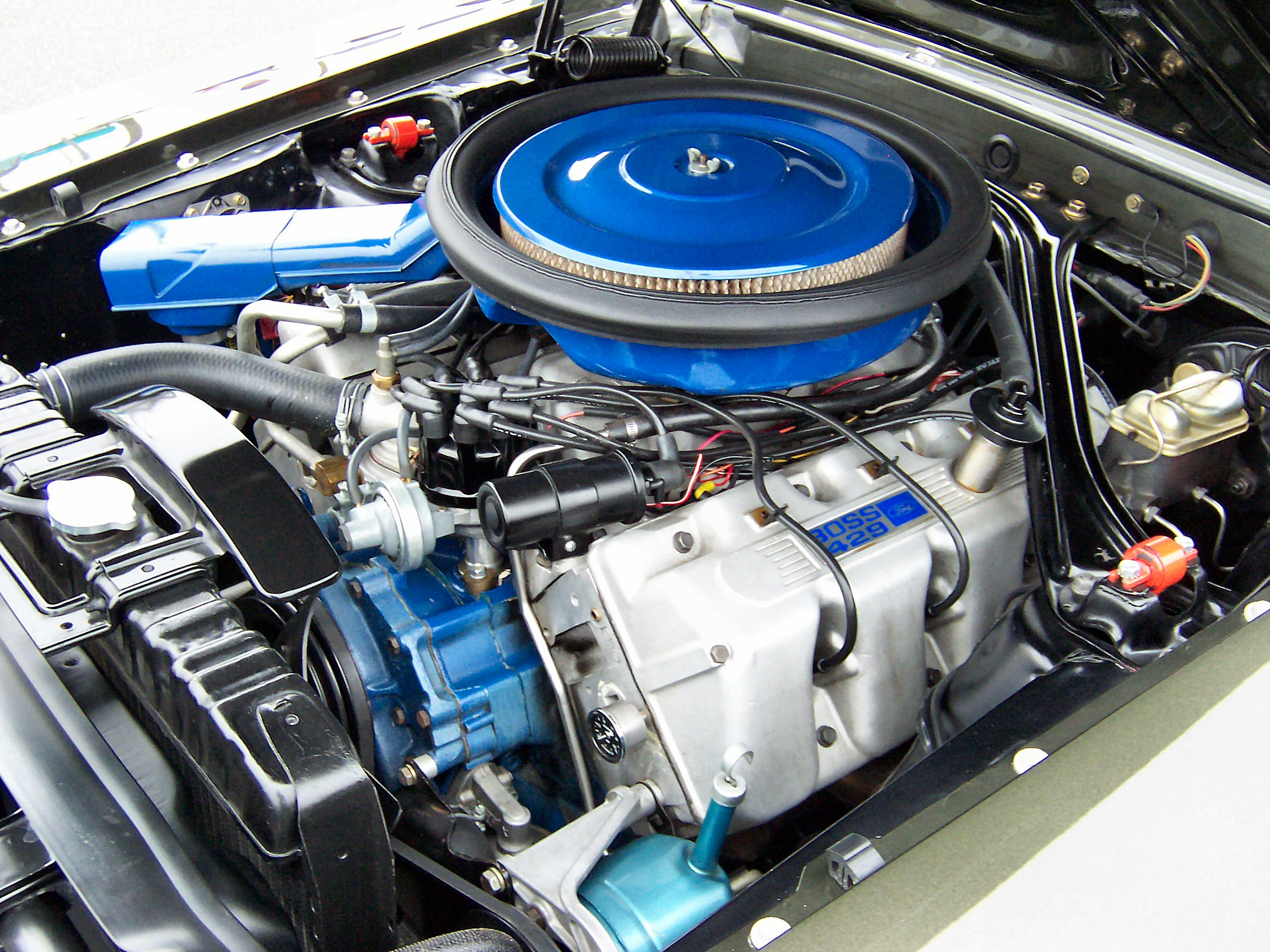
Motore Ford Boss 429 della serie "385" di una Ford Mustang Boss 429, esempio di un motore Big-block. Furono prodotte 1359 di queste unità per omologare il motore per la NASCAR.

Questi motori trovano impiego sulle grandi vetture e su quelle di lusso, oltre che sulle macchine sportive o prestazionali. Inoltre di solito sono concepiti non per le prestazioni ma per favorire la docilità generale di utilizzo su queste grandi auto, con la coppia disponibile in basso. Molti Big-block sono tecnologicamente meno avanzati degli small-block e hanno spesso un rapporto peso/potenza basso.
Questi propulsori hanno comunque trovato impiego anche nelle gare agonistiche. Sono infatti dei Big-block i motori utilizzati nelle gare NASCAR e le norme di omologazione statunitensi permettono di impiegare questi motori anche sulle vetture stradali.
Nelle gare NASCAR il limite di cilindrata di 7 litri fa comprendere quali potenzialità e prestazioni possono fornire questi motori. Tra questi i più noti e longevi sono il Ford 427, lo Chevrolet 427 e il Chrysler 426 Hemi.

## Motori Big Block
- Motori Big-block Ford
  - Ford FE
  - Ford 385
- Motori Big-block General Motors
  - Motori Chevrolet
  - Cadillac V8
- Motori Big-block Chrysler Corporation
  - Chrysler B
  - Chrysler RB
  - Chrysler Hemi